# Anacrobunus
Anacrobunus is een geslacht van hooiwagens uit de familie Epedanidae.
De wetenschappelijke naam Anacrobunus is voor het eerst geldig gepubliceerd door Roewer in 1927. 

## Soorten
Anacrobunus omvat de volgende 2 soorten:
- Anacrobunus filipes
- Anacrobunus palawanensis